# محمودان (أرومية)
محمودان هي قرية في مقاطعة أرومية، إيران. يقدر عدد سكانها بـ 0 نسمة بحسب إحصاء 2016.